# Castillo de Creixenturri
El castillo de Creixenturri era un castillo situado en el municipio de Camprodón en la entidad de Bolos. Actualmente quedan los restos de los cimientos en forma de ruinas parcialmente tapadas por la masa boscosa.
Aunque algunas fuentes atribuyen el origen del castillo en el siglo VIII para defender el paso de Las Rocasses, no es hasta el siglo XIII que queda documentada su reconstrucción por el noble Alberto de Santromá. Este lo recibió en franco alodio del rey Jaime I de Aragón en 1245, con la condición de rehacer las murallas.
En el año 1265, Ramón de Puigpardines, ex vicario regio del vizcondado de Bas, compró el castillo junto con otras propiedades del lugar. Sus descendientes, emparentados con la saga de Cruïlles, entraron en un litigio con el rey Pedro IV de Aragón, el Ceremonioso, ya que este reclamaba los derechos como feudo. En 1360, Pedro IV vendió a carta de gracia el castillo al matrimonio Cruïlles, con los imperios y la jurisdicción criminal, reconociendo también la donación que Jaime I había hecho del castillo.
Durante el siglo XIV, tras varios derribos, el castillo fue ensanchado y se construyó una capilla en honor a la Virgen de Creixenturri.
En 1381 el matrimonio Cruïlles lo vendió con todos los demás bienes y derechos de Creixenturri a Ramón de Vallmanya, abad del monasterio de San Juan de las Abadesas.
Los terremotos de los años 1427-1428 iniciaron la ruina definitiva del castillo. En 1554 el virrey marqués de Tarifa mandó destruir el castillo que, abandonado y medio derruido, se había convertido en un escondite de bandoleros durante las luchas entre nyerros y cadells.